# Dmytro Komarow

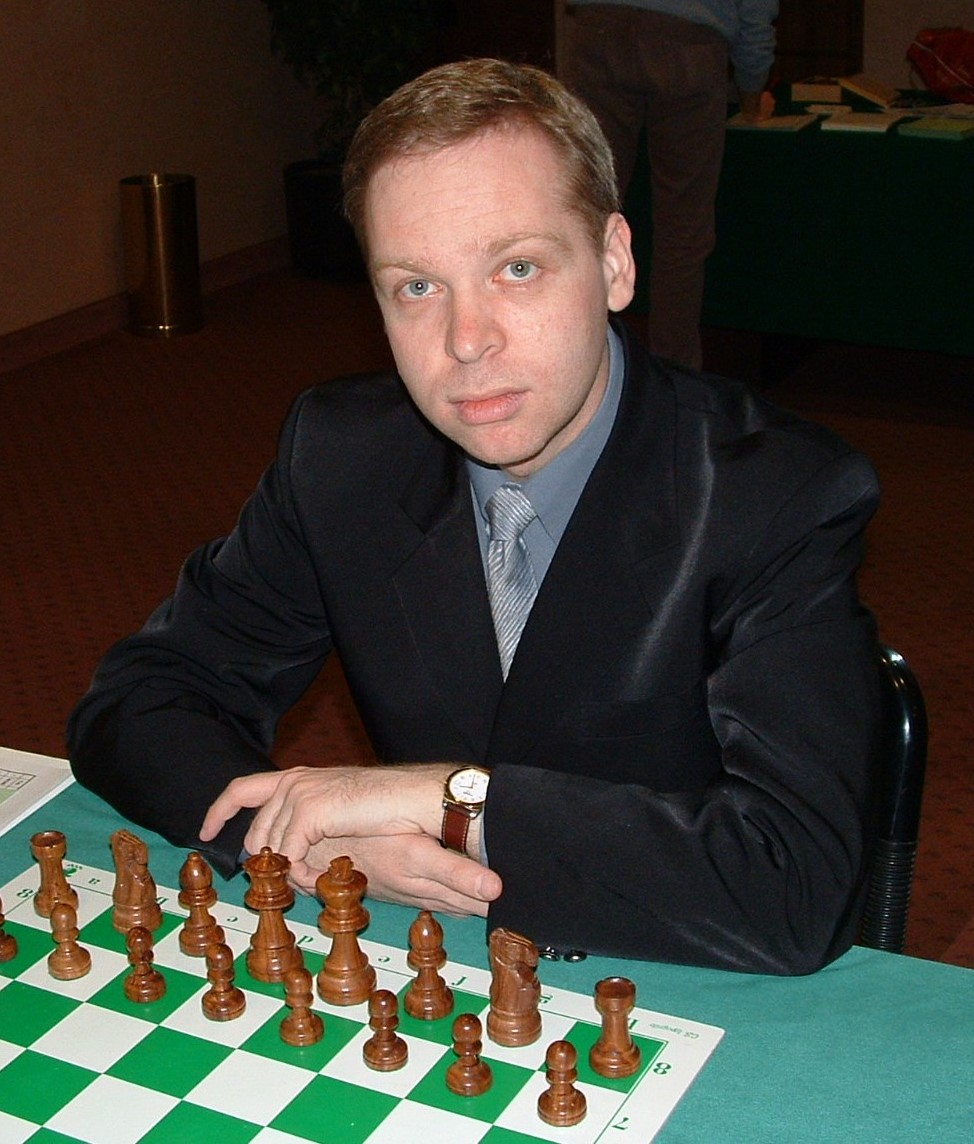
Dmytro Komarow (2003)

Dmytro Danylowytsch Komarow (ukrainisch Дмитро Данилович Комаров; * 1. Dezember 1968 in Kiew) ist ein ukrainischer Schachspieler und Trainer.

## Leben
Komarows erster Schachtrainer in seiner Heimatstadt Kiew war Alexei Kosikow. In den 1980er Jahren gehörte er neben Wassyl Iwantschuk, Boris Gelfand und anderen zu den vielversprechendsten Talenten der Sowjetunion und nahm an bedeutenden sowjetischen Juniorenturnieren teil. Im Jahr 1983 gewann er (gemeinsam mit Waleri Newerow) die Ukrainische Meisterschaft.
Nach Abschluss seiner Schulzeit begann er in Leningrad ein Studium an der dortigen Technischen Hochschule und beteiligte sich am Schachleben der Stadt. 1987 spielte er im Finale der Leningrader Meisterschaft. Nach Beendigung seines Studiums war er Mitglied der Armee und nahm an mehreren sowjetischen Armee-Turnieren teil. In dieser Phase spielte er auch erstmals im Ausland und bekam im Jahr 1991 den Titel Internationaler Meister verliehen. Im Jahr 1994 folgte, nach Turniererfolgen in Frankreich und Rumänien, der Großmeistertitel. In den 1990er Jahren hatte Komarow seine aktivste Phase als Spieler. Er siegte u. a. in Belgrad 1995 und nahm zur Jahreswende 1995/96 am Superturnier in Reggio nell’Emilia teil, wo er Platz drei mit Oleh Romanyschyn teilte. Zu dieser Zeit überschritt seine Elo-Zahl die Marke von 2600. Komarow gewann mit seinen jeweiligen Klubs Landesmannschaftsmeisterschaften in Jugoslawien, Italien und Belgien (mit dem KSK 47 Eynatten in der Saison 2009/10), er spielte auch in Frankreich für Cavalier Bleu Drancy. Komarow nahm am European Club Cup 1996 mit dem ŠK Partizan Belgrad, 1998 und 1999 mit CS Surya Montecatini sowie 2005 und 2010 mit dem KSK 47 Eynatten teil.
Ende der 1990er Jahre begann Komarow als Trainer für Ruslan Ponomarjow zu arbeiten, den er für den geplanten, aber nicht zustande gekommenen Weltmeisterschaftskampf mit Garri Kasparow vorbereitete. Komarow schlug zudem vor, den noch sehr jungen Sergei Karjakin in das Trainergespann Ponomarjows aufzunehmen. Seit mehreren Jahren arbeitet er als Trainer in den Vereinigten Arabischen Emiraten.
Bei der Schnell- und Blitzschachweltmeisterschaft 2014 in Dubai fungierte Komarow als englischkundiger Chefkommentator in den Internet-Liveübertragungen.